# Lijst van synagoges in Nederland
Dit is een (onvolledige) lijst van (voormalige) synagoges in Nederland.

## Amsterdam
- Synagoge Gerard Doustraat
- Grote Synagoge (Amsterdam)
- Lekstraatsynagoge
- Nederlands-Israëlietische Hoofdsynagoge
- Obbene Sjoel
- Portugees-Israëlietische Synagoge
- Raw Aron Schuster Synagoge
- Uilenburger Synagoge
- Liberaal Joodse Gemeente Amsterdam

## Den Haag
- Grote Synagoge (Den Haag) - herbestemd als moskee
- Liberale synagoge (Den Haag)
- Synagoge NIG (Den Haag)
- Synagoge aan de Carpentierstraat - afgebroken
- Synagoge aan de Harstenhoekweg
- Synagoge aan de Nieuwe Molstraat - afgebroken

## Elders
- Synagoge (Aalten)
- Synagoge (Alkmaar)
- Synagoge (Almelo)
- Synagoge (Almere)
- Synagoge (Alphen aan den Rijn)
- Synagoge (Amersfoort)
- Synagoge (Apeldoorn)
- Synagoge (Appingedam)
- Synagoge (Arnhem)
- Synagoge (Assen)
- Synagoge (Bad Nieuweschans)
- Synagoge (Bergen op Zoom)
- Synagoge (Beverwijk)
- Synagoge (Borculo)
- Synagoge (Borne)
- Synagoge (Bourtange)
- Synagoge (Breda)
- Synagoge (Bredevoort)
- Synagoge (Brielle)
- Synagoge (Buren)
- Synagoge (Bussum)
- Synagoge (Coevorden)
- Synagoge (Culemborg)
- Synagoge (Dalfsen)
- Synagoge (Delft)
- Grote Synagoge van Deventer
- Synagoge (Dieren)
- Synagoge (Eijsden)
- Synagoge (Eindhoven)
- Synagoge (Elburg)
- Synagoge (Emmen)
- Synagoge (Enkhuizen)
- Synagoge (Enschede)
- Synagoge (Geertruidenberg)
- Synagoge (Gorredijk) - gesloopt
- Synagoge (Gouda)
- Synagoge (Groenlo)
- Synagoge (Groningen)
- Synagoge (Haaksbergen)
- Synagoge (Haarlem) - verwoest
- Synagoge (Harderwijk)
- Synagoge (Hattem)
- Synagoge (Heerlen)
- Synagoge (Heilig Landstichting)
- Synagoge (Hellendoorn)
- Synagoge (Hengelo)
- Synagoge ('s-Hertogenbosch)
- Synagoge (Hilversum) - afgebroken
- Synagoge (Hoogeveen)
- Synagoge (Hoorn) - afgebroken
- Synagoge (Kampen)
- Synagoge (Leeuwarden)
- Synagoge (Leiden)
- Synagoge (Lemmer)
- Synagoge (Lochem)
- Synagoge (Maastricht)
- Synagoge (Medemblik)
- Synagoge (Meerssen)
- Synagoge (Middelburg)
- Synagoge (Naaldwijk)
- Synagoge (Naarden)
- Synagoge (Nieuweschans)
- Synagoge (Nijmegen)
- Nieuwe Synagoge (Nijmegen)
- Synagoge (Oss)
- Synagoge (Raalte)
- Synagoge (Ridderkerk)
- Synagoge (Roermond)
- Synagoge (Schoonhoven)
- Synagoge (Sint Eustatius) - ruïne
- Synagoge (Sliedrecht)
- Synagoge (Sneek)
- Synagoge (Stadskanaal) - afgebroken
- Synagoge (Terborg) - afgebroken
- Synagoge (Tiel)
- Synagoge (Tilburg)
- Synagoge (Utrecht)
- Synagoge (Veenhuizen)
- Synagoge (Veghel)
- Synagoge (Venlo) - afgebroken
- Synagoge (Vianen)
- Synagoge (Vierlingsbeek)
- Synagoge (Vriezenveen)
- Synagoge (Weesp)
- Synagoge (Willemstad, Curacao)
- Synagoge (Winschoten)
- Synagoge (Winsum)
- Synagoge (Winterswijk)
- Synagoge (Zaandam)
- Synagoge (Zierikzee)
- Synagoge (Zuidlaren)
- Synagoge (Zutphen)
- Synagoge (Zwolle)